# Щегловское сельское поселение (Ленинградская область)
Щегло́вское се́льское поселе́ние — муниципальное образование в составе Всеволожского района Ленинградской области. Административный центр — посёлок Щеглово.
Глава поселения — Паламарчук Юрий Анатольевич. Глава администрации — Казанцев Николай Валерьевич.

## Географические данные
- Общая площадь: 8747 га[1]
- Нахождение: восточная часть Всеволожского района
- Граничит:
  - на востоке — с Рахьинским городским поселением и Морозовским городским поселением
  - на юге — с Колтушским городским поселением
  - на западе — с Всеволожским городским поселением
  - на севере — с Романовским сельским поселением

По территории поселения проходят автодороги:
- 41К-070 (Магнитная станция — Посёлок имени Морозова)
- 41К-081 (Всеволожск — ст. Кирпичный Завод)
- 41К-319 (Мельничный Ручей — Кирпичный Завод)

Расстояние от административного центра поселения до районного центра — 9 км.
По территории поселения проходит железная дорога Ириновского направления ОЖД.

## Геологические особенности
Значительные площади занимают биогенные отложения, представленные торфом мощностью до 7—8 метров.

## История
В начале 1920-х годов в составе Ленинской волости Петроградского уезда Петроградской губернии был образован Щегловский сельсовет.
В августе 1927 года Щегловский сельсовет вошёл в состав Ленинского района Ленинградской области.
20 августа 1930 года Ленинский район был ликвидирован, Щегловский сельсовет вошёл в состав Ленинградского Пригородного района.
10 августа 1934 года Щегловский сельсовет был присоединён к Романовскому сельсовету.
В 1938 году было принято решение Романовский финский национальный сельсовет с количеством населения в 6824 чел., из них русских — 1729 чел. и финнов — 4095 чел., ликвидировать и «образовать вместо Романовского сельсовета Щегловский сельсовет», включив в него следующие населённые пункты: посёлки при торфопредприятии Щеглово № 1, 2, 3 и 4, деревни Каменка, Плинтовка, Мельничный Ручей, Минолово, Чёрная Речка, Корнево, Малая Романовка, а так же Кирпичный завод и совхоз Щеглово, «после чего население Щегловского сельсовета составит всего 3557 чел., из них русских — 1958 чел. и финнов — 1599 чел.».
19 сентября 1939 года центр Романовского сельсовета Всеволожского района был перенесён в деревню Щеглово, а сельсовет переименован в Щегловский.
18 января 1994 года постановлением главы администрации Ленинградской области № 10 «Об изменениях административно-территориального устройства районов Ленинградской области» Щегловский сельсовет, также как и все другие сельсоветы области, преобразован в Щегловскую волость.
По данным 1997 года в результате разукрупнения из части Щегловской волости была образована Романовская волость.
1 января 2006 года в соответствии с областным законом № 17-оз от 10 марта 2004 года образовано Щегловское сельское поселение, в его состав вошла территория бывшей Щегловской волости.

## Экономика
На территории поселения работают: сельскохозяйственное предприятие ЗАО «Щеглово», ООО «Плодово-овощной комбинат Щеглово», ЗАО «ФП Мелиген», ООО «Русбэрри», ООО ПСП «Свирх», ООО «Омега», ЗАО «Фармаген», ООО «Дельта». Севернее станции Кирпичный Завод, расположена промзона «Кирпичный Завод-Щеглово»,

## Население
| 2006  | 2010  | 2011  | 2012  | 2013  | 2014  | 2015  |
| ----- | ----- | ----- | ----- | ----- | ----- | ----- |
| 4000  | ↗4190 | ↗4205 | ↗4230 | ↗4274 | ↗4305 | ↗4361 |
| 2016  | 2017  | 2018  | 2019  | 2020  | 2021  | 2023  |
| ↘4310 | ↘4304 | ↗4413 | ↗4780 | ↗5332 | ↗7040 | ↗7288 |
| 2024  | 2025  |       |       |       |       |       |
| ↗7510 | ↗7738 |       |       |       |       |       |

## Состав сельского поселения
| № | Населённый пункт | Тип населённого пункта          | Население (2017 г.) | Население (2021 г.) |
| - | ---------------- | ------------------------------- | ------------------- | ------------------- |
| 1 | Каменка          | деревня                         | ↗116                | ▼ 111               |
| 2 | Кирпичный Завод  | посёлок железнодорожной станции | ↘174                | ▬ 174               |
| 3 | Малая Романовка  | деревня                         | ↗83                 | ▲ 98                |
| 4 | Минулово         | деревня                         | ↗110                | ▲ 127               |
| 5 | Плинтовка        | деревня                         | ↘287                | ▲ 291               |
| 6 | Щеглово          | деревня                         | ↗170                | ▲ 194               |
| 7 | Щеглово          | посёлок, административный центр | ↗5576               | ▲ 4682              |

## Садоводческие некоммерческие товарищества
- СНТ «Щеглово-1», общая площадь СНТ — 41,01 га, количество участков — 468, на площади 33,01 га;
- СНТ «Щеглово-2», общая площадь СНТ — 37,41 га, количество участков — 337, на площади 30,33га;
- СНТ «Лесное», общая площадь СНТ — 20,0 га, количество участков — 244;
- ДНТ «Алюмино», общая площадь ДНТ — 43,0 га, количество участков — 379, на площади 35,54 га[27].

## Дачные некоммерческие партнерства
- ДНП «Щегловка», площадь земельного участка —  54,46 га;
- ДНП «Новое Минулово», площадь земельного участка — 7,0 га;
- ДНП «Малый Петербург», площадь земельного участка —76,9 га;
- ДНП «Корнево», площадь земельного участка — 12,4 га.
- ДНП «Щеглово»,  площадь земельного участка  — 6,74 га;
- ДНП  «Минулово», площадь земельного участка — 6,63 га;
- ДНП «Щеглово-2», площадь земельного участка — 7,6 га[27].
- ТСН  «Корневские Гривки», 445 участков;